# ユージニア・ズーカーマン
ユージニア・ズーカーマン（英：Eugenia Zukerman、1944年9月25日 - ）は、アメリカのフルーティスト、作家。
アメリカマサチューセッツ州ケンブリッジの出身。ジュリアス・ベイカーにフルートを学ぶ。ピンカス・ズーカーマンの元妻として知られる。
1980年からCBS News Sunday Morningのクラシック音楽特派員。
2019年にアルツハイマー病にかかっていることを公表した。